# KSV Hessen Kassel
El KSV Hessen Kassel es un equipo de fútbol de Alemania que juega en la Regionalliga Südwest, una de las ligas regionales que conforman la cuarta división de fútbol en el país.

## Historia
Fue fundado en el año 1893 en la ciudad de Kassel con el nombre FC Union 93 Kassel, y dos años después se fusionó con el FC Hassia 93 Cassel para crear al Casseler FV 95. En 1919 se fusionaron con el VfK Kassel para crear al SV Kurhessen Kassel.
En 1933 se unieron a la Gauliga Hessen, una de las 16 ligas de fútbol creadas en la reorganización del fútbol alemán bajo el Tercer Reich, siendo descendido en la temporada 1935/36 y retornando 3 años más tarde, pero con actuaciones pobres que lo descendiron nuevamente. Tuvieron su mejor resultado en la recién creada Gauliga Kurhessen en 1942, en la que quedaron subcampeones y dos años después se unieron al CSC 03 Kasselpara formar al equipo de entreguerra KSG SV Kurhessen/CSC 03 Kassel, obteniendo otro subcampeonato. La liga concluyó cuando finalizó la Segunda Guerra Mundial.
Al terminar la guerra fueron uno de varios equipos que se fusionaron para dar origen al club deportivo Gründung der Sportgruppe Süd, que en 1946 pasaría a llamarse VfL Kassel, y que en 1947 se fusionaría con el Kasseler SV Kassel en noviembre para dar origen al equipo actual.
Se estableció como un equipo sólido, pero sin reconocimiento deportivo, jugando en el segundo y tercer nivel luego del nacimiento de la Bundesliga en 1963, donde en los años 1970 descendieron a la Oberliga Hessen (III) antes del surgimiento de la 2. Bundesliga, donde en 1985 estuvieron a punto de ascender, pero fueron eliminados por el F. C. Núremberg 0-2.
En 1991 avanzaron a los cuartos de final de la Copa de Alemania, siendo conocidos como un equipo depredador, aunque dos años más tarde se declararon en bancarrota y al descender se pasaron a llamar FC Hessen Kassel. En 1998 volvieron a tener problemas y fueron relegados a la Kreisliga Hessen A (VIII) tras volver a declararse en bancarrota. Las siguientes dos temporadas se volvieron un equipo prácticamente invencible y lograron el ascenso a la Oberliga Hessen (IV), donde en la temporada 2005/06 pelearon el ascenso a la Regionalliga Süd (III). En el 2007/08 fracasaron en el intento de jugar en la nueva 3. Liga, con lo que permanecieron en el nuevo Cuarto Nivel, falando en la temporada 2010/11 en el play-off de ascenso a la 3. Liga.
Al final de la temporada 2011/12 fueron reacomodados en la recién creada Regionalliga Südwest en sustitución de la desaparecida Regionalliga Süd en la región. Ganaron el torneo inaugural, pero perdieron el play-off de ascenso ante el Holstein Kiel.

## Palmarés
- 2nd Oberliga Süd: 1 (II)

1962
- Regionalliga Süd: 1 (II)

1964
- Regionalliga Südwest: 1 (IV)

2013
- Hessenliga: 5 (V)

1949, 1980, 1989, 1991, 2006

## Temporadas recientes
Estas son las temporadas del club desde el 2001:
| Temporada | Liga                   | División | Posición |
| 2001–02   | Landesliga Hessen-Nord | V        | 1º ↑     |
| 2002–03   | Oberliga Hessen        | IV       | 2º       |
| 2003–04   | Oberliga Hessen        | IV       | 2º       |
| 2004–05   | Oberliga Hessen        | IV       | 13º      |
| 2005–06   | Oberliga Hessen        | IV       | 1º ↑     |
| 2006–07   | Regionalliga Süd       | III      | 10º      |
| 2007–08   | Regionalliga Süd       | III      | 14º      |
| 2008–09   | Regionalliga Süd       | IV       | 2º       |
| 2009–10   | Regionalliga Süd       | IV       | 4º       |
| 2010–11   | Regionalliga Süd       | IV       | 3º       |
| 2011–12   | Regionalliga Süd       | IV       | 11º      |
| 2012–13   | Regionalliga Südwest   | IV       | 1º       |
| 2013–14   |                        |          |          |

- Con la introducción de las Regionalligas en 1994 y de la 3. Liga en 2008 como el nuevo tercer nivel por detrás de la 2. Bundesliga, todas las ligas bajaron un nivel. También en el 2008 la mayoría de las ligas de fútbol en Hesse cambiaron de nombre, como la Oberliga Hessen pasó a llamarse Hessenliga, la Landesliga cambió a Verbandsliga, la Bezirksoberliga se cambió por Gruppenliga and y la Bezirksliga ahora es la Kreisoberliga. En el 2012, las Regionalligas aumentaron de 3 a 5 con todos los equipos de la anterior Regionalliga Süd excepto los clubes Bávaros ingresando a la nueva Regionalliga Südwest.

## Jugadores

### Jugadores destacados
- Jens Grembowiets
- Michael Mason
- Karl-Heinz Metzner
- Harez Arian Habib
- Antonio Alonso*
- Pablo Martín*
- Juan Manuel Cerezo*

- *Formaron la legendaria tripleta del toro violeta en los años 60.